# Aleksandr Zachar'evič Myšlaevskij
Aleksandr Zachar'evič Myšlaevskij (in russo Александр Захарьевич Мышлаевский?; Zlatopol', 12 marzo 1856 – 1920) è stato un generale russo.

## Biografia
Diplomato presso l'Accademia Militare dello Stato Maggiore Imperiale, fu studioso di storia militare. Durante la prima guerra mondiale, fu generale dell'Armata Imperiale Russa, ricoprendo il ruolo di vicecomandante dell'Armata del Caucaso e comandante in campo durante la battaglia di Sarıkamış, combattuta fra il dicembre del 1914 e il gennaio del 1915. Fu rimosso dal comando nel marzo del 1915.